# Média Centre-Ouest
Média Centre-Ouest est le centre de formation aux carrières des bibliothèques de Poitiers. 

## Description
C'est un service commun de l’Université de Poitiers. Il fait partie du réseau des 12 centres régionaux de formation aux carrières des bibliothèques (CRFCB) sous la tutelle du ministère de l’enseignement supérieur et de la recherche (MESR). Média Centre-Ouest exerce son activité sur les régions Centre, Limousin, Poitou-Charentes.
Le centre remplit trois missions fondamentales :
- informer sur les métiers des bibliothèques et de la documentation ;
- préparer aux concours de recrutement aux emplois des bibliothèques appartenant à la fonction publique ;
- former en continu les personnes déjà en poste.